# Muragostang
Albums de Jean-Louis Murat
Mustango
(1999) Le Moujik et sa femme
(2002)
Muragostang est un album de Jean-Louis Murat sorti en 2000. C'est le double album live du Mustango Tour, enregistré à Bruxelles le 8 mars 2000 et dans le sud de la France quelques jours plus tôt.
Tous les morceaux ont été revisités de fond en comble,. L'album a été bien reçu par la critique.

## Titres
| 1. | Jim                       |  |
| 2. | Washington                |  |
| 3. | New yorker                |  |
| 4. | Bang bang                 |  |
| 5. | Au Mont Sans-Souci        |  |
| 6. | Le fier amant de la terre |  |
| 7. | Belgrade                  |  |

| 1. | Ami Amour Amant                                 |  |
| 2. | Polly Jean (avec la voix de Jean Genet en fond) |  |
| 3. | Les hérons                                      |  |
| 4. | Belgrade                                        |  |
| 5. | Nu dans la crevasse                             |  |
| 6. | Viva calexico                                   |  |